# Metáfora de escritório

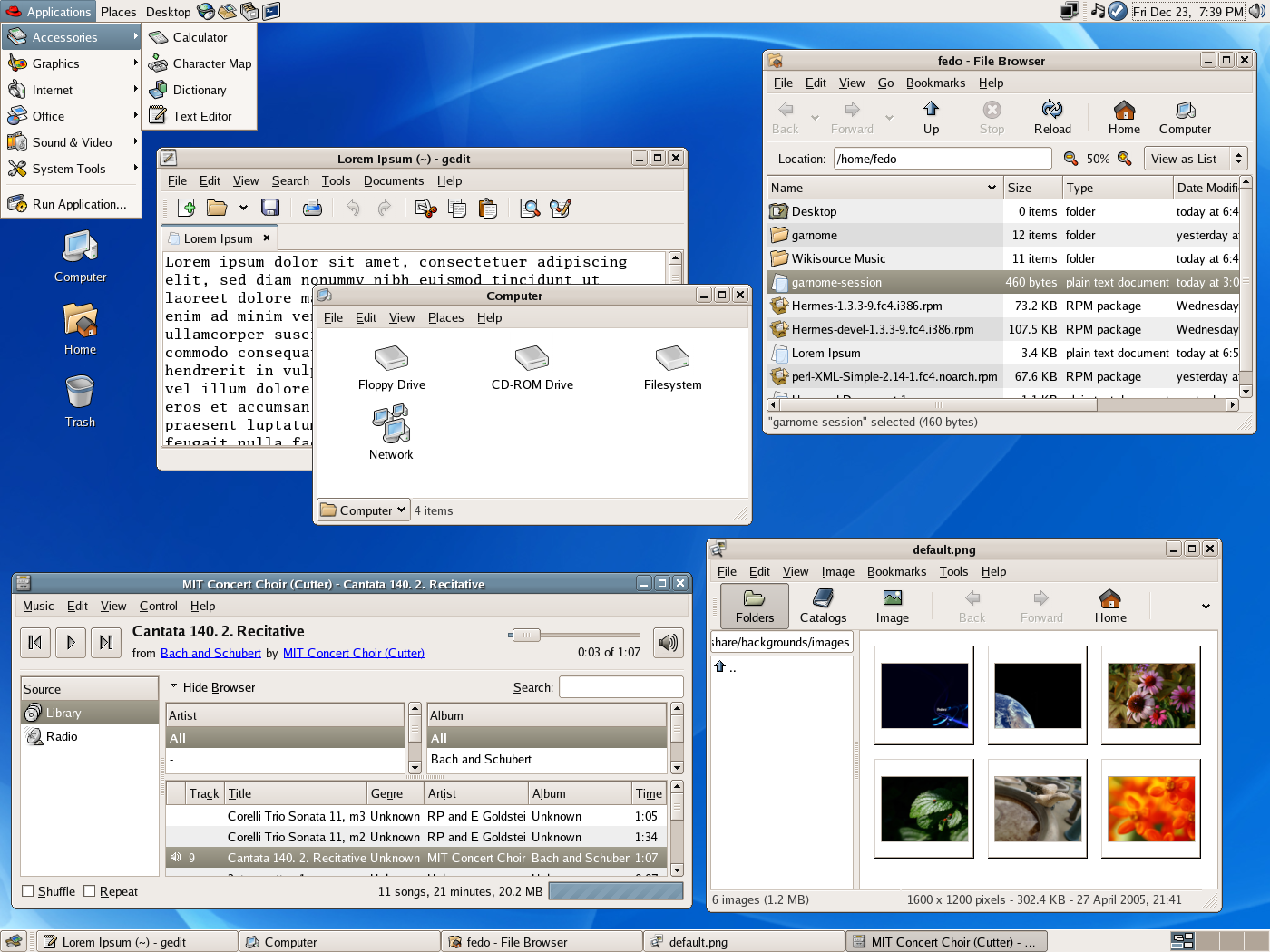
Metáfora de escritório

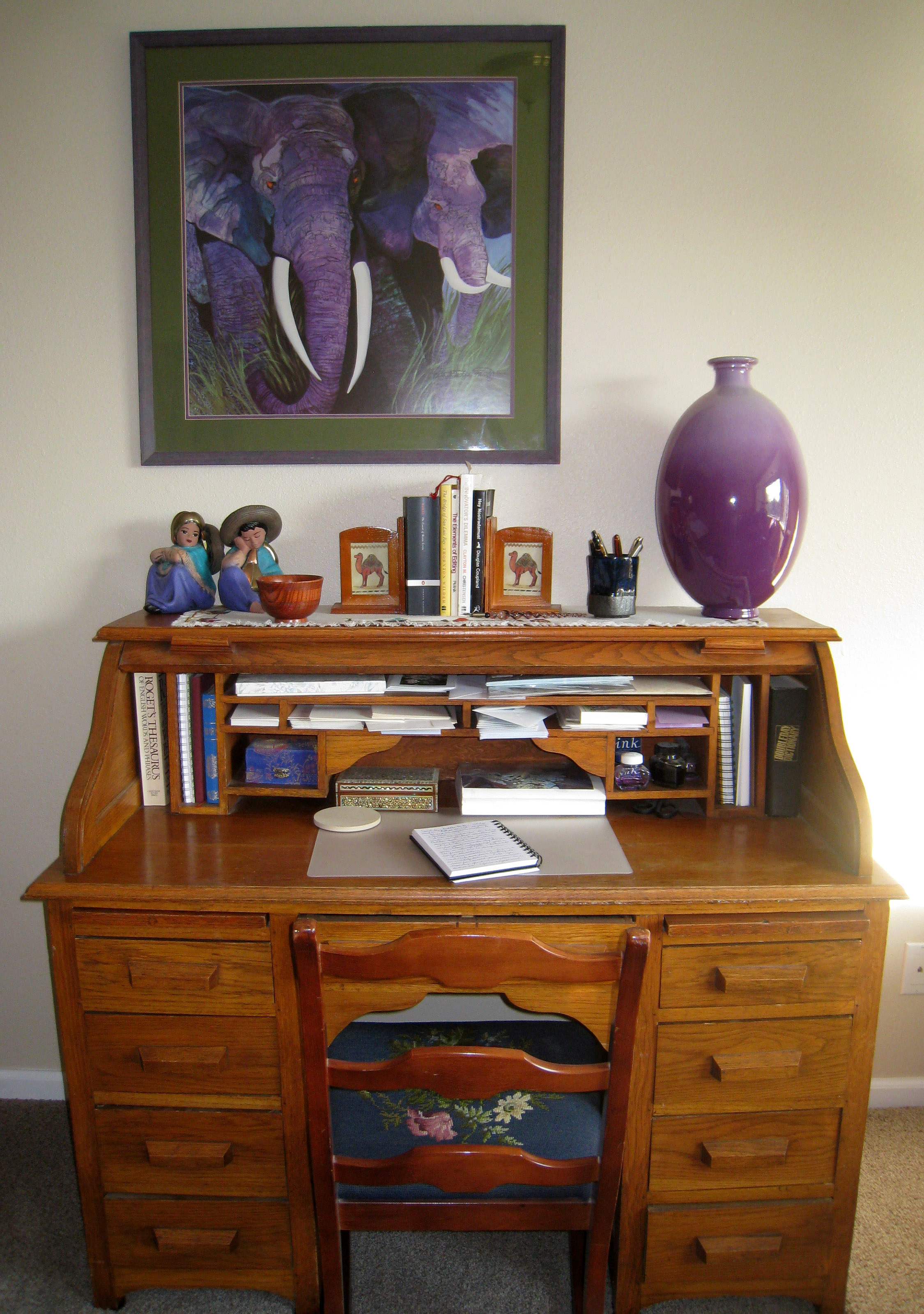
A interface é uma metáfora conceitual de uma escrivaninha

A metáfora de escritório (ou metáfora de desktop) é uma metáfora de interface, que é um conjunto de conceitos unificadores usado por interfaces gráficas do usuário para ajudar os usuários a interagirem mais facilmente com o computador. A metáfora de desktop trata o monitor de um computador como se fosse um escritório físico do usuário, onde podem ser colocados objetos, como documentos e pastas de documentos. Um documento pode ser aberto em uma janela, que representa uma cópia em papel do documento colocado sobre a mesa. Também estão disponíveis pequenos aplicativos, chamados acessórios de escritório, como uma calculadora, um livro de notas, etc.
Com diferentes implementações, a metáfora de desktop foi estendida e aperfeiçoada a fim de tornar os recursos do computador mais acessíveis, mesmo que isso signifique ir contra a "pureza" da metáfora. Assim, podemos encontrar cestos de lixo na área de trabalho, bem como volumes de disco e de rede, que podem ser tratados como armários de arquivos e geralmente não são encontrados em uma mesa. Outras características, tais como barras de menus, barras de tarefas, docks ou outros não têm qualquer contrapartida em uma mesa do mundo real.

## História
A metáfora do desktop foi introduzida em 1970 por Alan Kay na Xerox PARC, e elaborou uma série de aplicações inovadoras de software desenvolvidas por cientistas do PARC ao longo da década seguinte. O computador Xerox Alto introduziu esses novos paradigmas. O primeiro computador comercial que adotou este tipo de interface foi o Xerox Star.
Uma das primeiras interfaces do ambiente de escritório no mercado foi um programa chamado Magic Desk I usou um cartucho para computador pessoal o Commodore 64 em 1983. Uma interface gráfica muito primitiva apresentou um esboço de um desktop completo com telefone, armários, calculadora, etc. Usuário fez suas seleções, movendo um sprite de uma mão que apontou, com a utilização de um manche e selecionando opções pressionando o botão de disparo do joystick. O programa Magic Desk fornecido uma máquina de escrever emulado graficamente juntamente com efeitos de áudio, uma calculadora, um organizador e arquivos que podem ser armazenados em armários no desktop, direto em suas pastas. Uma lixeira também esteve presente.
O primeiro computador a popularizar a metáfora de escritório sobre a interface de linha de comando anterior foi o Apple Macintosh em 1984. A metáfora do desktop é onipresente no computador atual de pessoal; Ele é encontrado na maioria dos ambientes de desktop dos sistemas operacionais modernos: tanto Windows como Mac OS X, Linux e outros sistemas similares ao Unix.
BeOS observado mais rigorosa do que a metáfora desktop de muitos sistemas. Por exemplo,  unidades de disco externas apareceram no 'desktop', enquanto as internas foram acessados clicando em um ícone que representa o próprio computador. Por comparação, o Mac OS, opcionalmente, coloca todas as unidades na mesma área de trabalho, enquanto no Windows o usuário pode ter acesso a todas as unidades através de um ícone rotulado 'Meu computador'.
A terminologia do Amiga, para a metáfora do desktop, foi tirada diretamente do jargão da oficina (workshop). A área de trabalho foi chamada de Workbench (bancada de trabalho), programas eram chamados de ferramentas, pequenas aplicações (applets) eram utilitários, diretórios foram armários, etc. Ícones de objetos foram animados e os diretórios foram mostrados como os armários que foram representados, aberto ou fechado. Como com a área de trabalho do Mac OS, um ícone de um disquete ou CD-ROM apareceria no desktop quando o disco foi inserido na unidade, porque eles eram o equivalente virtual de um disquete ou CD-ROM físico na superfície de uma bancada de trabalho.

## O paradigma do papel
O paradigma do papel refere-se ao paradigma usado por computadores e sistemas operativos mais modernos. Geralmente, o paradigma do papel consiste em texto preto em um fundo branco, os arquivos dentro de pastas e um "desktop". O paradigma do papel foi criado por muitos indivíduos e organizações, como Douglas Engelbart, Xerox PARC, Apple Computer, e uma tentativa de tornar mais computadores ambientalmente amigáveis, o usuário fazia que eles assemelha-se ao local de trabalho comum da época (com documentos, pastas e uma área de trabalho). Ele foi primeiramente apresentado ao público por Engelbart em 1968, no que é agora conhecido como "A Mãe de Todas as Demostrações" (The Mother of All Demos)).
De John Siracusa:
Em 1984, explicações para os usuários, que antes nunca tinham visto uma GUI, interface original do Mac inevitavelmente incluída uma explicação dos ícones que era algo como: "este ícone representa o arquivo no disco". Mas para a surpresa de muitos, os usuários rapidamente rejeitaram qualquer aparência de indireção. Este ícone é meu arquivo. Meu arquivo é este ícone. Um não é uma "representação de" ou uma "interface" do outro. Tais relações eram estranhas, a maioria das pessoas e constituíam de bagagem mental desnecessária quando havia uma ligação muito mais simples e direta para o que eles sabiam da realidade.
Desde então, muitos aspectos de computadores afastaram o paradigma do papel para implementar recursos tais como arquivos de "atalhos" (shorcuts), hipertexto e navegadores de arquivos não espaciais. Um atalho, não o arquivo real, mas um link que funciona como um redirecionamento para um arquivo e hipertexto, não têm nenhum equivalente no mundo real. Não o navegador de espacial também pode confundir usuários iniciantes, porque muitas vezes eles têm mais de uma janela que representa a mesma pasta aberta ao mesmo tempo. Estas e outras partidas reais equivalentes são violações do paradigma papel puro.